# Broända, Sjundeå
Broända är en by i Sjundeå i det finländska landskapet Nyland. Byn har fått sitt namn från sitt läge på den västra sidan av Pickala å. På denna plats där den gamla landsvägen mellan Åbo och Viborg, alltså Stora Strandvägen, korsade i byn har det länge funnits en bro.